# 친절한 가정부
"친절한 가정부"는 2015년에 개봉한 대한민국의 영화이다. 2015년, 유바리 국제 판타스틱 영화제 경쟁작으로 초청되었다.

## 캐스팅
- 영건 : 상수 역
- 키시 아이노 : 핑키 역
- 연송하 : 현아 역
- 박인수 : 선글라스 역
- 홍주형 : 기덕 역
- 박희순 : 노래방 가면남 역
- 현태경 : 만취녀 역 (우정출연)